# Tanel Kangert
Tanel Kangert (Vändra, 11 marzo 1987) è un ex ciclista su strada estone, professionista dal 2008 al 2022, con caratteristiche di scalatore e passista.

## Carriera
In carriera si è aggiudicato cinque titoli nazionali Elite, quattro a cronometro e uno in linea. Nel 2012 ha vinto la tappa di Sörenberg al Giro di Svizzera. Nel 2016 si è aggiudicato due tappe del Giro del Trentino e una tappa all'Abu Dhabi Tour, che gli permise di vincere anche la classifica finale.

## Palmarès
- 2005 (Juniores)

Classifica generale Corsa della Pace Juniores
- 2007 (Roue d'Or Saint-Amandoise)

Classifica generale Tour de Franche Comté Cycliste
Campionati estoni, Prova a cronometro Under-23
3ª tappa Tour du Gevaudan
Classifica generale Tour du Gevaudan
- 2008 (AG2R La Mondiale, una vittoria)

Campionati estoni, Prova a cronometro
- 2010 (Dilettanti Elite, E.C. Saint-Étienne-Loire)

4ª tappa Circuit de Saône-et-Loire (Couches > Le Creusot)
SEB Tartu Grand Prix
Campionati estoni, Prova a cronometro
- 2012 (Astana Pro Team, due vittorie)

9ª tappa Tour de Suisse (Näfels > Sörenberg)
Campionati estoni, Prova in linea
- 2013 (Astana Pro Team, una vittoria)

Campionati estoni, Prova a cronometro
- 2016 (Astana Pro Team, quattro vittorie)

3ª tappa Giro del Trentino (Sillian  > Mezzolombardo)
4ª tappa Giro del Trentino (Malé  > Cles)
3ª tappa Abu Dhabi Tour (al-'Ayn  > Jebel Hafeet)
classifica generale Abu Dhabi Tour
- 2018 (Astana Pro Team, una vittoria)

Campionati estoni, Prova a cronometro

### Altri successi
- 2013 (Astana Pro Team)

1ª tappa Vuelta a España (Vilanova de Arousa > Sanxenxo, cronosquadre)
- 2016 (Astana Pro Team)

1ª tappa Giro del Trentino (Riva > Torbole, cronosquadre)

## Piazzamenti

### Grandi Giri
- Giro d'Italia

2012: 26º
2013: 14º
2015: 13º
2016: 23º
2017: ritirato (15ª tappa)
2018: non partito (13ª tappa)
2019: 18º
2020: 32º
2021: 21º
- Tour de France

2014: 20º
2015: 22º
2016: 26º
2018: 16º
2019: 27º
- Vuelta a España

2011: 63º
2013: 11º
2014: non partito (17ª tappa)

### Classiche monumento
- Liegi-Bastogne-Liegi

2014: 126º
2015: 58º
2016: 11º
2017: 54º
2018: 41º
2019: 32º
2021: 112º
- Giro di Lombardia

2016: ritirato
2019: 56º
2022: ritirato

### Competizioni mondiali
- Campionati del mondo

Verona 2004 - Cronometro Juniores: 31º
Verona 2004 - In linea Juniores: 40º
Vienna 2005 - In linea Juniores: 51º
Salisburgo 2006 - In linea Under-23: ritirato
Stoccarda 2007 - Cronometro Under-23: 7º
Stoccarda 2007 - In linea Under-23: 31º
Varese 2008 - Cronometro Elite: 31º
Melbourne 2010 - Cronometro Elite: 33º
Melbourne 2010 - In linea Elite: 84º
Copenaghen 2011 - In linea Elite: ritirato
Limburgo 2012 - Cronosquadre: 11º
Limburgo 2012 - Cronometro Elite: 13º
Limburgo 2012 - In linea Elite: 114º
Toscana 2013 - Cronosquadre: 6º
Toscana 2013 - In linea Elite: ritirato
Ponferrada 2014 - Cronosquadre: 12º
Ponferrada 2014 - Cronometro Elite: 19º
Richmond 2015 - Cronosquadre: 8º
Richmond 2015 - Cronometro Elite: 32º
Richmond 2015 - In linea Elite: 24º
Doha 2016 - Cronosquadre: 9º
Innsbruck 2018 - Cronosquadre: 10º
Innsbruck 2018 - Cronometro Elite: 21º
Innsbruck 2018 - In linea Elite: ritirato
Yorkshire 2019 - Cronometro Elite: 7º
Yorkshire 2019 - In linea Elite: ritirato
Imola 2020 - In linea Elite: ritirato
- Giochi olimpici

Pechino 2008 - In linea: 68º
Rio de Janeiro 2016 - In linea: 9º
Tokyo 2020 - In linea: 46º
Tokyo 2020 - Cronometro: 22º

### Competizioni europee
- Campionati europei

Mosca 2005 - Cronometro Juniores: 10°
Mosca 2005 - In linea Juniores: 54°
Sofia 2007 - Cronometro Under-23: 8°
Sofia 2007 - In linea Under-23: 75°
Plumelec 2016 - In linea Elite: 70º
Monaco di Baviera 2022 - In linea Elite: 62º
Monaco di Baviera 2022 - Cronometro Elite: 10º